# Université Juarez de l'État de Durango
L'université Juarez de l'État de Durango (UJED) est une institution éducative publique de niveau supérieur mexicaine, créée en 1856 et localisée à Durango au Mexique. Son nom original est VIRTUTI ET MERITO mais est renommée institut Juarez à la mort du président Benito Juárez en 1872.